# Gravidez abdominal
Uma gravidez abdominal é um tipo raro de gravidez ectópica em que o embrião ou feto cresce e se desenvolve fora do útero, no abdômen, e não em uma trompa de Falópio (local usual), em um ovário ou no ligamento largo.
Como as gestações tubárias, ovarianas e de ligamento largo são tão difíceis de diagnosticar e tratar quanto as gestações abdominais, sua exclusão da definição mais comum de gravidez abdominal tem sido debatida.
Outros — em minoria — defendem que a gravidez abdominal deve ser definida pela implantação de uma placenta no peritônio.

## Sinais e sintomas
Os sintomas podem incluir dor abdominal ou sangramento vaginal durante a gestação. Como esses sinais são inespecíficos em locais onde o ultrassom não está disponível, o diagnóstico era muitas vezes descoberto apenas durante uma cirurgia para investigar os sintomas anormais. Normalmente, o diagnóstico ocorre mais tarde nos países em desenvolvimento do que nos desenvolvidos. Em cerca da metade dos casos em um centro no mundo em desenvolvimento, o diagnóstico inicial foi perdido.
É uma condição perigosa, pois pode haver sangramento no abdômen que resulta em pressão arterial baixa e pode ser fatal. Outras causas de morte em mulheres com gravidez abdominal incluem anemia, embolia pulmonar, coagulopatia e infecção.

## Fatores de risco
Os fatores de risco são semelhantes aos da gravidez tubária, com a doença sexualmente transmissível desempenhando um papel importante; entretanto, cerca de metade das mulheres com gravidez ectópica não apresenta fatores de risco conhecidos (que incluem lesão nas trompas de Falópio por cirurgias anteriores, gravidez ectópica prévia e tabagismo).

## Mecanismo
Os locais de implantação podem estar em qualquer ponto do abdômen, incluindo o peritônio fora do útero, a bolsa reto-uterina (fundo de saco de Douglas), o omento, o intestino e seu mesentério, o mesossalpinge, bem como o peritônio da parede pélvica e da parede abdominal. A placenta em crescimento pode se fixar a vários órgãos, incluindo trompa e ovário. Locais mais raros incluem fígado e baço, originando, respectivamente, uma gravidez hepática ou uma gravidez esplênica. Até mesmo uma gravidez diafragmática precoce já foi descrita, quando um embrião começou a crescer na face inferior do diafragma.

### Implantação primária versus secundária
Uma gravidez abdominal primária refere-se a uma gestação que se implantou diretamente no peritônio, excetuando-se as trompas e os ovários; tais gestações são muito raras, com apenas 24 casos relatados até 2007. Normalmente, uma gravidez abdominal é de implantação secundária, o que significa que se originou de uma gravidez tubária (menos comum, ovariana) e se reimplantou. Outros mecanismos para gravidez abdominal secundária incluem ruptura uterina, ruptura de um cornículo uterino rudimentar e aborto fimbrial.

## Diagnóstico
A suspeita de gravidez abdominal surge quando a anatomia fetal pode ser facilmente palpada, ou quando o apresentação é anormal, o colo uterino está deslocado, ou há falha na indução do parto. Radiografias podem auxiliar no diagnóstico. A ultrassonografia pode demonstrar que a gestação está fora de um útero vazio, com pouco ou nenhum líquido amniótico entre a placenta e o feto, ausência de parede uterina envolvendo o feto, partes fetais próximas à parede abdominal, apresentação anormal do feto, placenta de aparência anormal e presença de líquido livre no abdômen. A ressonância magnética também tem sido usada com sucesso no diagnóstico e no planejamento cirúrgico da gravidez abdominal. Níveis elevados de alfafetoproteína também podem indicar a presença de gravidez abdominal.

### Ultrassom

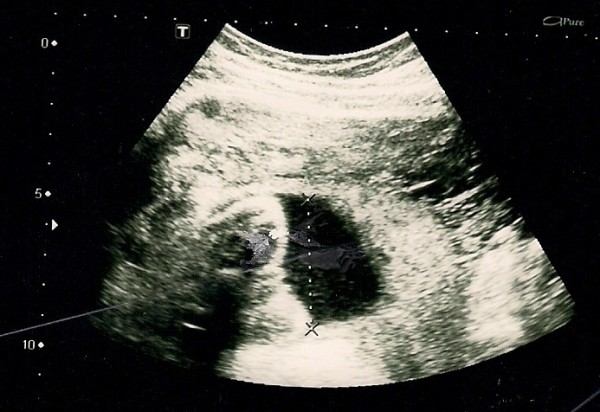
Gravidez abdominal de 23 semanas em ultrassom mostrando feto normal e líquido amniótico.

A maioria dos casos pode ser diagnosticada por ultrassonografia. Entretanto, o diagnóstico pode ser perdido dependendo da habilidade do operador.

### Critérios
Para diagnosticar a rara gravidez abdominal primária, os critérios de Studdiford precisam ser atendidos: trompas e ovários devem ser normais, não deve haver conexão anormal (fístula) entre útero e cavidade abdominal, e a gestação deve estar relacionada apenas à superfície peritoneal sem sinais de gravidez tubária prévia. Os critérios de Studdiford foram refinados em 1968 por Friedrich e Rankin para incluir achados microscópicos.

### Diagnóstico diferencial
Dependendo da idade gestacional, os diagnósticos diferenciais da gravidez abdominal incluem aborto espontâneo, morte fetal intrauterina, descolamento prematuro de placenta, um abdome agudo com gravidez intrauterina e um útero miomatoso com gestação intrauterina.

## Tratamento
Idealmente, o manejo da gravidez abdominal deve ser realizado por uma equipe que reúna profissionais de várias especialidades.
Os tratamentos possíveis consistem em cirurgia com interrupção da gestação (remoção do feto) por laparoscopia ou laparotomia, uso de metotrexato, embolização e combinações dessas opções.
Sapuri e Klufio indicam que o tratamento conservador também é possível se os seguintes critérios forem atendidos:
1. não existirem malformações congênitas importantes;
2. o feto estiver vivo;
3. houver hospitalização contínua em uma maternidade bem equipada e com equipe especializada, com disponibilidade imediata de transfusão sanguínea;
4. monitoramento cuidadoso do bem-estar materno e fetal;
5. a implantação placentária estiver localizada no abdômen inferior, distante do fígado e do baço.
A escolha do tratamento depende em grande parte da situação clínica. Em geral, o tratamento é indicado quando o diagnóstico é feito; entretanto, nos casos de gravidez abdominal avançada a situação é mais complexa.

### Gravidez abdominal avançada
Gravidez abdominal avançada refere-se às situações em que a gestação prossegue além de 20 semanas de gestação (em contraste com a gravidez abdominal precoce < 20 semanas).
Nessas situações, nascimentos com vida já foram relatados na mídia e os bebês muitas vezes são chamados de "bebês milagres".
Uma paciente pode carregar um feto morto sem entrar em trabalho de parto. Com o tempo, o feto se calcifica e se torna um litopédio.
Em geral, recomenda-se realizar uma laparotomia quando o diagnóstico de gravidez abdominal é feito. Porém, se o bebê estiver vivo e houver suporte médico adequado, pode-se considerar o acompanhamento até atingir a viabilidade.
Mulheres com gravidez abdominal não entram em trabalho de parto espontaneamente. O parto em um caso de gravidez abdominal avançada precisa ser realizado por laparotomia.
A sobrevivência do bebê é reduzida e taxas de mortalidade perinatal entre 40% e 95% foram relatadas.
Bebês de gestações abdominais são mais propensos a malformações devido à compressão em ausência da parede uterina e pela quantidade frequentemente reduzida de líquido amniótico ao redor do bebê.
A taxa de malformaçãos e deformidades é estimada em cerca de 21%; as deformidades típicas são assimetrias faciais e cranianas e anomalias articulares, enquanto as malformações mais comuns são defeitos nos membros e anomalias do sistema nervoso central.
Uma vez que o bebê é retirado, o manejo da placenta se torna um problema. Em partos normais, a contração uterina fornece um mecanismo poderoso para controlar a perda de sangue; entretanto, em uma gravidez abdominal a placenta está fixada em tecidos que não podem contrair, e tentativas de removê-la podem causar hemorragia com risco de morte. Assim, a transfusão de sangue é frequentemente necessária no manejo dessas pacientes, sendo que em alguns casos são usados ácido tranexâmico e fator VIIa recombinante, ambos capazes de reduzir a perda sanguínea.
De modo geral, a menos que a placenta possa ser facilmente ligada ou removida, pode ser preferível deixá-la no lugar e permitir uma regressão natural. Esse processo pode levar vários meses e pode ser monitorado por exame físico, acompanhamento dos níveis de gonadotrofina coriônica humana e por ultrassonografia (particularmente usando ultrassonografia Doppler). O uso de metotrexato para acelerar a regressão placentária é controverso, já que a grande quantidade de tecido necrótico representa risco de infecção; a mifepristona também já foi usada com essa finalidade.
Os vasos placentários também já foram bloqueados por meio de embolização angiográfica.
Complicações de se deixar a placenta podem incluir sangramento residual, infecção, obstrução intestinal, pré-eclâmpsia (todas podendo exigir nova cirurgia) e falha na amamentação devido à influência hormonal da placenta.
Os desfechos podem ser positivos tanto para mãe quanto para bebê; Lampe descreveu um caso de mãe e filho de uma gravidez abdominal que estavam bem mais de 22 anos após a cirurgia.

## Epidemiologia
Cerca de 1,4% das gestações ectópicas são abdominais, ou aproximadamente 1 a cada 8.000 gestações.
Um estudo da Nigéria indica frequência de 34 para cada 100.000 partos, enquanto um estudo do Zimbábue mostra 11 para cada 100.000.
A mortalidade materna é estimada em cerca de 5 para cada 1.000 casos, aproximadamente sete vezes a taxa das gestações ectópicas em geral e cerca de 90 vezes a taxa de um parto normal (dados dos EUA, 1987).

## História
Al-Zahrawi (936–1013) é creditado como o primeiro a reconhecer a gravidez abdominal, aparentemente desconhecida pelos médicos da Grécia Antiga e da Roma Antiga, e não mencionada nos escritos de Hipócrates. Já Jacopo Berengario da Carpi (1460–1530), médico italiano, é creditado com a primeira descrição anatômica detalhada de uma gravidez abdominal.

## Experimento natural
Por ocorrer fora do útero, a gravidez abdominal serve como um modelo de gravidez humana masculina ou para mulheres sem útero, embora tal gravidez seja perigosa.
A gravidez abdominal também ajudou a esclarecer a pré-eclâmpsia, antes considerada (anos 1980) como uma condição que exigia a presença de útero. A ocorrência da pré-eclâmpsia em gestações abdominais (com o concepto fora do útero) ajudou a lançar luz sobre sua etiologia.
Casos de gravidez abdominal simultânea combinada com gravidez intrauterina já foram relatados.